# Sparasion micromerus
Sparasion micromerus är en stekelart som beskrevs av Mikhail Vasilievich Kozlov och Lê 2000. Sparasion micromerus ingår i släktet Sparasion och familjen Scelionidae. Inga underarter finns listade i Catalogue of Life.